# Jesús Velasco
Jesús Velasco Tejada (Toledo, 2 de enero de 1967) es un entrenador y exjugador de fútbol sala español. Desde noviembre de 2024 es el seleccionador nacional de la selección absoluta de fútbol sala.

## Biografía
En 1993 se licenció en Educación Física en el INEF de Madrid.

## Carrera

### Jugador
Como jugador jugó hasta 1991 en la Liga Nacional de Fútbol Sala en División de Honor, con el Toledart.

### Entrenador

#### Los inicios en España
En 1992 pasa al puesto técnico primero en su club, Caja Toledo, como ayudante. En 1997 debutaría como entrenador del CLM Talavera. Entre 1998 y 1999 sería además el seccionador de la selección española masculina sub-18.

#### La década en Italia
Esa misma temporada pasó del Extremadura al Turín, donde se proclamó campeón de Italia y además ganó la Supercopa. Fue el primer entrenador no italiano en ganar el Scudetto. La temporada siguiente regresó a España para dirigir el MRA Ingeteam Xota, pero en Navidad aceptó regresar a Italia como entrenador del Petrarca, en la máxima división italiana.
Tras un efímero paso por el Petrarca, Velasco aceptó dirigir al Prato. Entrenó a los toscanos durante 5 años, ganando 2 Ligas, 2 Copas de Italia y 2 Supercopas.
En 2005-06 regresó al Véneto, esta vez al Luparense. En el primer año ganaron la Copa Italia y dominaron toda la temporada regular, pero fueron eliminados en la semifinal del play-off por el Arzignano.
En la temporada 2006-07 no pudo revalidar la Supercopa ni la Copa Italia, pero al vencer al Lazio en la final, Jesús Velasco ganó su cuarto campeonato personal, así como el primero para el equipo de San Martino di Lupari.
En 2007-08 ganó el triplete nacional (un récord aún imbatible tanto como club como entrenador), llevándose a casa el Scudetto, la Copa Italia y la Supercopa.
La temporada 2008-2009 estuvo marcada por otra Supercopa y otro Scudetto, el sexto personal (récord nacional), conquistado ante el Montesilvano. Tras terminar la final declaró en directo en RAI que quería volver a entrenar en España.

#### El regreso a España
En 2009 se convirtió en el nuevo entrenador del Segovia, equipo al que entrenó durante 3 temporadas, llegando a la final de Primera División en 2011, perdiendo contra el Barcelona.
En 2012, fue nombrado entrenador del Movistar Inter; Con el equipo madrileño ganó 4 campeonatos y, en 2017 en Almaty, la primera Copa de la UEFA de su carrera.
En la temporada 2020-21 entrenó al ACCS francés. Para la temporada siguiente, regresaría nuevamente a España para entrenar al Barcelona hasta la temporada 2023-24.
El 1 de noviembre de 2024, Velasco fue nombrado seleccionador nacional de España, en sustitución del dimitido Vidal.

## Obras
Licenciado en Educación Física por el INEF de Madrid, Velasco ha escrito varios libros sobre fútbol sala:
- Velasco, Lorente, Manual para el entrenamiento técnico-táctico del jugador de fútbol sala, Calzetti-Mariucci, 2003, ISBN 88-88004-31-9
- Bracciali, Velasco, Un modelo de preparación atlética de pretemporada para fútbol sala, Calzetti-Mariucci, ISBN 88-88004-83-1
- Velasco, 60 modelos de ejercicios para sesiones de entrenamiento de fútbol sala, Calzetti-Mariucci, 2005, ISBN 88-88004-72-6